# Ossoliński Hrabia

Herb Ossoliński Hrabia

Ossoliński Hrabia – polski herb hrabiowski, nadany w Galicji, odmiana herbu Topór.

## Opis herbu
Opis zgodnie z klasycznymi regułami blazonowania:
Tarcza dzielona w krzyż z tarczą sercową. W polu sercowym, błękitnym, lew złoty ukoronowany, wspięty, o podwójnym ogonie i czerwonym języku, w polu I i IV czerwonym topór srebrny o rękojeści złotej, w polu II i III srebrno-czerwonym w słup orzeł dwugłowy czerwono-srebrny w słup. Nad tarczą korona hrabiowska, nad którą hełm w koronie z klejnotem, w którym pół lwa złotego jak w godle, trzymającego topór jak w godle. Labry: czerwone, podbite złotem.

## Najwcześniejsze wzmianki
Potwierdzenie tytułu hrabiowskiego w Galicji (hoch- und wohlgeboren, reischgraf) Michałowi von Tenczyn Ossolińskiemu. Podstawą był patent z 1775 roku, rzekome pochodzenie od Andrzeja Tęczyńskiego wywiedzione przed komisją Magnatów oraz domicyl. Andrzej Tęczyński otrzymał tytuł hrabiego od Karola V w 1527 (zob. Tęczyński Hrabia), ale wspólne pochodzenie Tęczyńskich i Ossolińskich jest nieprawdziwe. Według Ostrowskiego inna linia tej rodziny otrzymała tytuł hrabiowski w Prusach w 1798, potwierdzony w 1805 oraz w Królestwie Polskim w 1824 i w Rosji w 1848.

## Herbowni
Jedna rodzina herbownych (herb własny):
reichsgraf von Tenczyn Ossoliński.